# Andrew Feenberg
Andrew Feenberg (rođen 1943.) je profesor filozofije na sveučilištu Simon Fraser u Vancouveru. Njegovi glavni interesi su filozofija tehnologije, kontinentalna filozofija, kritika tehnologije te istraživanje znanosti i tehnologije.

## Pozadina
Feenberg je studirao filozofiju gdje mu je mentor bio profesor Herbert Marcuse na Kalifornijskom sveučilištu u San Diegu te je doktorirao 1972. Za to vrijeme Feenberg je bio aktivan u pokretu Nove ljevice osnivanjem časopisa pod nazivom Alternative i sudjelovanjem u događajima u svibnju 1968. u Parizu.

## Feenbergova filozofija tehnologije
Glavni Feenbergov doprinos filozofiji tehnologije je njegov stav za demokratsku transformaciju tehnologije. 
Feenberg pruža teorijske osnove za ovu ideju u okviru Kritičke teorije tehnologije koju razvija u tri knjige: Kritička teorija tehnologije (1991.) (ponovno objavljena kao Transformiranje tehnologije: Preispitivanje kritičke teorije, 2002.), Alternativna suvremenost: Tehnički zaokret u filozofiji i društvenoj teoriji (1995.), i Ispitivanje tehnologije (1999.). Temelj Feenbergove kritičke teorije tehnologije je koncept dijalektičke tehnološke racionalnosti koji on naziva instrumentalizacijskom teorijom. Instrumentalizacijska teorija kombinira društvenu kritiku tehnologije poznatu iz filozofije tehnologije (Karl Marx, Herbert Marcuse, Martin Heidegger, Jaques Ellul) sa zaključcima koji su izvučeni iz empirijskih istraživanja u znanosti i tehnologiji. Primjena njegove teorije uključuje istraživanja online obrazovanja, Minitela, Interneta i digitalnih igara.

Feenberg je također objavio knjige i članke o raznim filozofima (Herbert Marcuse, Martin Heidegger, Jürgen Habermas, Karl Marx, Georg Lukacs i Kitarō Nishida).

## Objavljena djela

### Knjige
Autor:
- Lukacs, Marx i izvori kritičke teorije (Rowman i Littlefield, 1981.; tisak Sveučilište Oxford, 1986.)
- Kritička teorija tehnologije (tisak Sveučilište Oxford, 1991.), kasnije ponovno objavljena kao Transformiranje tehnologije (tisak Sveučilište Oxford, 2002.)
- Alternativna suvremenost (tisak Kalifornijsko sveučilište, 1995.)
- Ispitivanje Tehnologije (Routledge, 1999.)
- Transformiranje tehnologije: Preispitivanje kritičke teorije (tisak Sveučilište Oxford, 2002.)
- Heidegger i Marcuse: katastrofa i pomirenje povijesti[3][4] (Routledge, 2005.)
- Između razuma i iskustva: Eseji tehnologije i suvremenosti (tisak MIT, 2010.)
- Filozofija prakse: Marx, Lukacs i Frankfurtska škola (tisak Verso, 2014.)

Urednik:
- u suradnji s R. Pippen i C. Webel, Marcuse: Kritička teorija i obećanje o Utopiji (tisak Bergin i Garvey, 1988.)
- u suradnji s A. Hannay, Tehnologija i politika znanja (tisak sveučilište Indiana, 1995.)
- u suradnji s T. Misa i P. Brey, Suvremenost i tehnologija (tisak MIT, 2003.)
- u suradnji s D. Barney, Komuniciranje u digitalnom dobu[5] (Rowman i Littlefield, 2004.)
- u suradnji s W. Leiss, Suština Marcusea: Odabrani spisi filozofa i socijalnog kritičara Herberta Marcusea (tisak Beacon, 2007.)

## Vanjske poveznice
- Dr. Andrew Feenberg: Deset paradoksa tehnologije - video na YouTubeu na kanalu sveučilišta Simon Fraser
- Kvaliteta digitalnog obrazovanja: kritička pedagogija i filozofija tehnologije, intervjuu s Petrom Jandrićem (Knowledge Cultures, 3(5), str.132-148, 2015.)
- Andrew Feenberg u razgovoru s Laureanom Ralónom, Figure/Ground, 18. kolovoza 2010.